# Klášter Koudouma
Klášter Koudouma (řecky Μονή Κουδουμά)
je klášter řecké pravoslavné církve v regionální jednotce Iraklio na jižním pobřeží ostrova Kréty v Řecku. Leží 15 km vzdušnou čarou východně od Lentasu.

## Historie
Písemné prameny o založení kláštera, přístupného dříve výhradně z moře, se nedochovaly. Podle fresek, dochovaných v interiéru klášterního kostela, je objekt datovaný před 14. století. Klášter je zasvěcen Nanebevzetí Panny Marie, které se slaví 15. srpna. V neznámé době byl klášter opuštěn. Teprve na konci 19. století ho obnovili krétští mniši, bratři Parthenios (1829–1905) a Eumenios (1846–1920). Ti se nejprve zdržovali v sousedních jeskyních–poustevnách sv. Kosmy a sv. Antonína. Na konci 19. století se rozhodli opuštěný klášter obnovit. Za pomoci místních obyvatel se jim v letech 1878–1895 podařilo postavit nový klášter. Do klášterního kostela byla z původní stavby začleněna jeskyně s byzantskými freskami. V roce 2007 oba bratry ekumenický patriarchát prohlásil za svaté.

## Současnost
Klášter dnes patří k nejnavštěvovanějším poutním místům na Krétě. Poutníci tráví v klášterním hospicu prvních patnáct srpnových dní až do svátku Nanebevzetí Panny Marie, kterému je klášter zasvěcen. Jedním z příjmů klášterní komunity je výroba soli z mořské vody. Dceřiný klášter Koudoumasu se nalézá ve vsi Kapetaniana asi 5 km severozápadně. Zasvěcen je Třem svatým hierarchům.

## Galerie

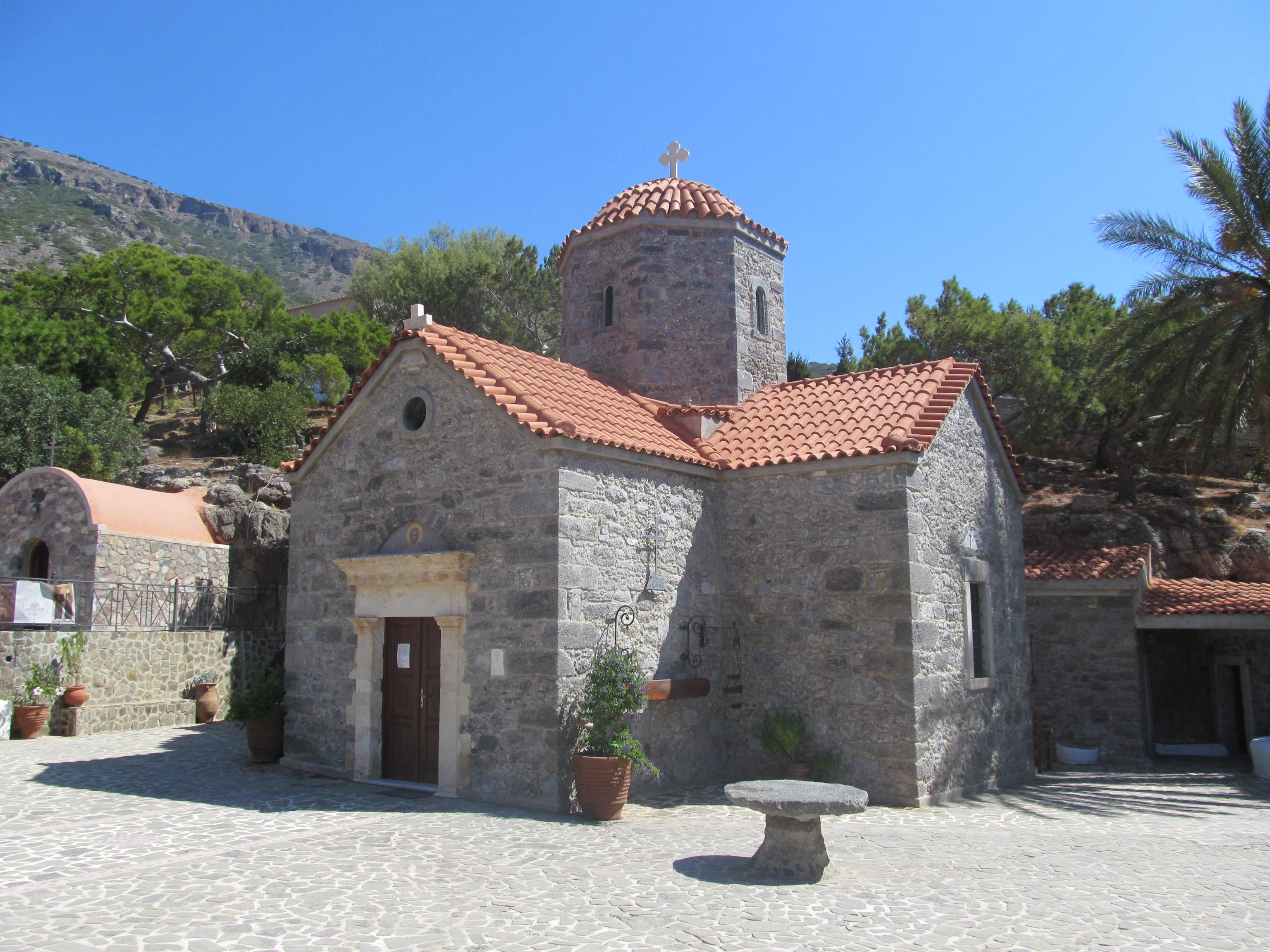
Klášterní kostel
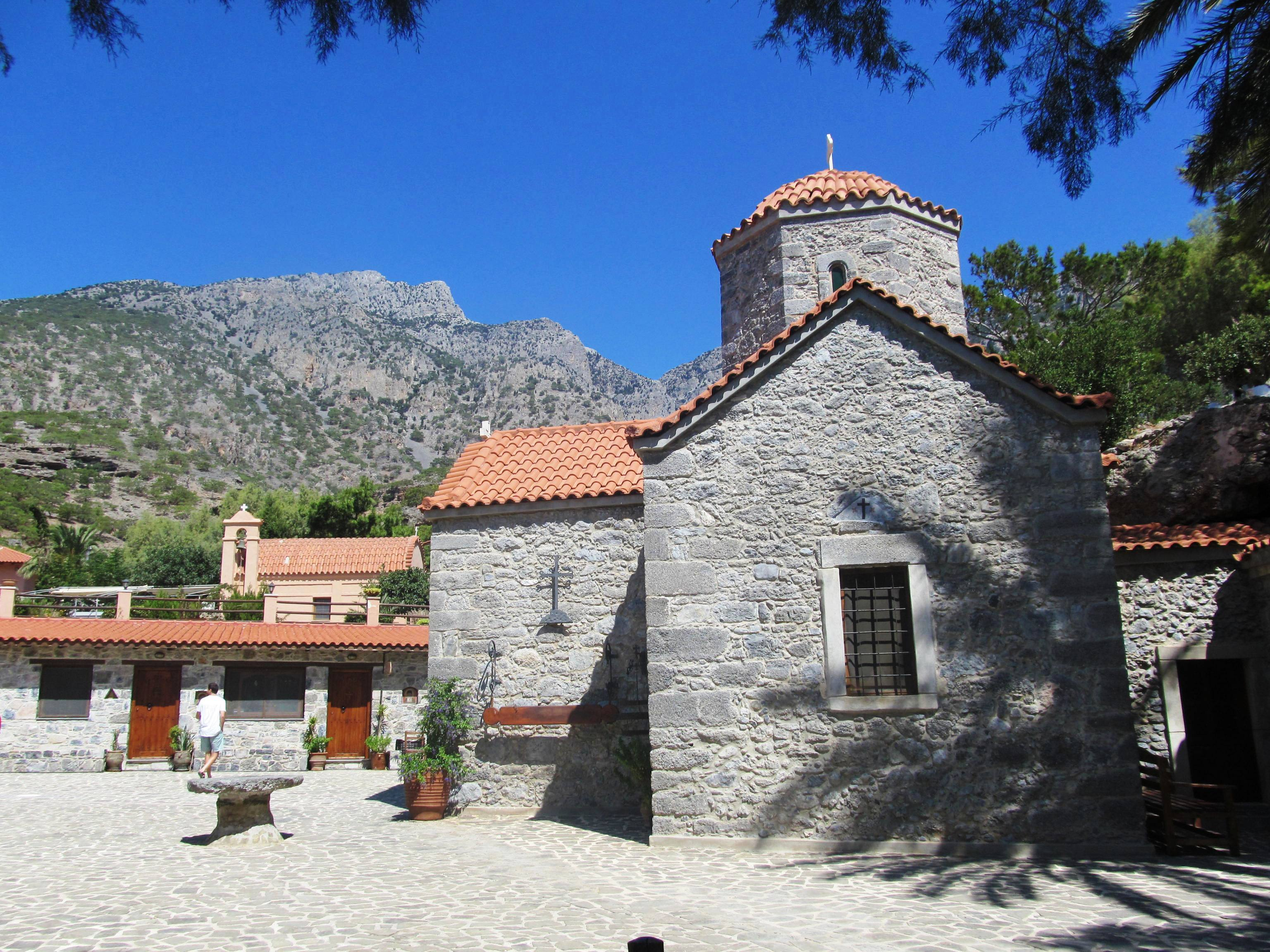
Nádvoří kláštera
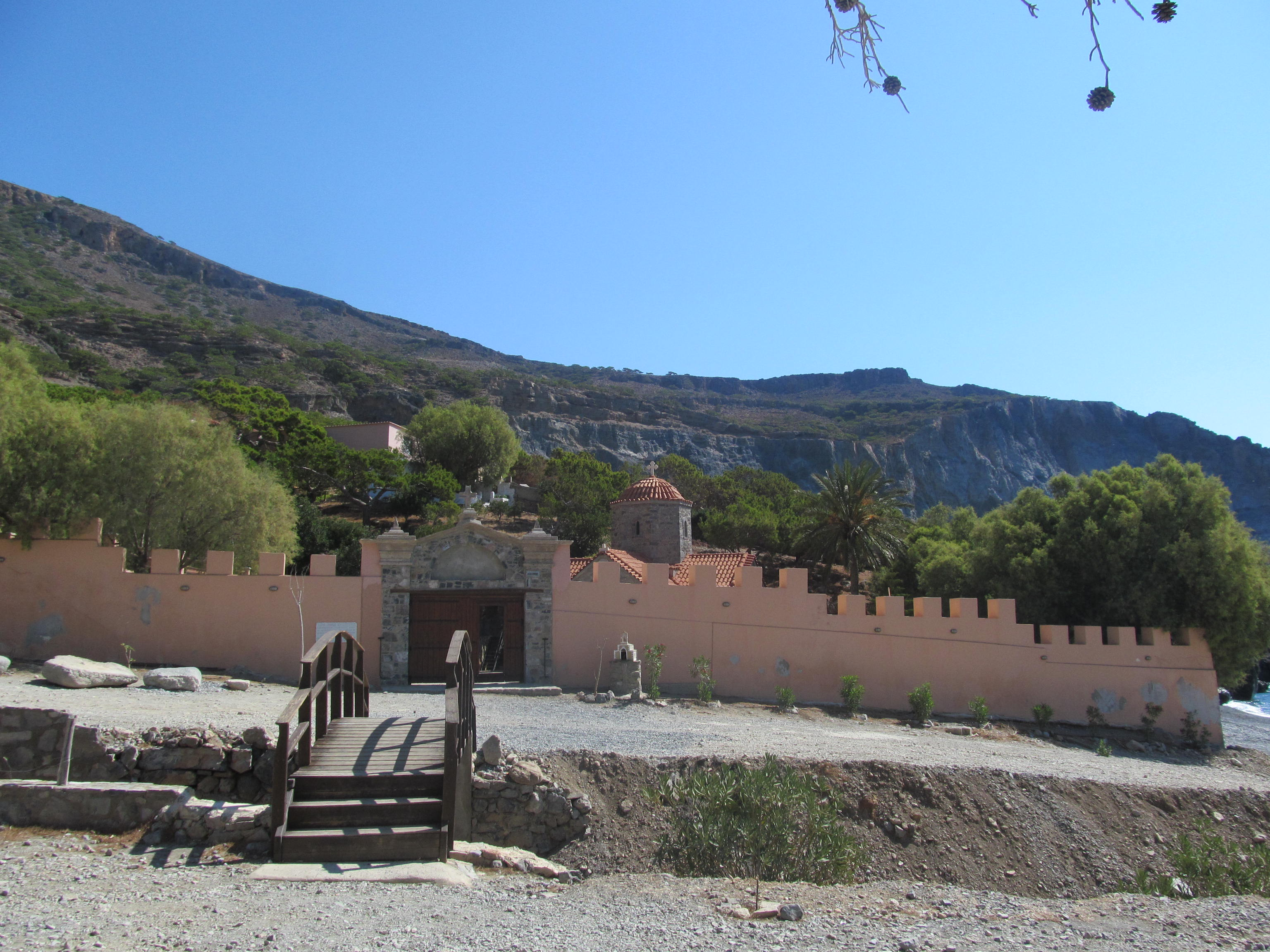
Vstup do kláštera